# Arthur Compton
Arthur Holly Compton (n. 10 septembrie 1892, Wooster⁠(d), Ohio, SUA – d. 15 martie 1962, Berkeley, California, SUA) a fost un fizician american, laureat al Premiului Nobel pentru Fizică (1927) pentru descoperirea efectului care îi poartă numele, și care demonstrează natura de particulă a radiației electromagnetice. La vremea aceea, a fost o descoperire senzațională: natura de undă a luminii fusese bine demonstrată, dar ideea că lumina poate avea și proprietăți de undă, și proprietăți de particulă nu era ușor de acceptat. El este cunoscut și drept conducător al Laboratorului Metalurgic al Proiectului Manhattan, și a ocupat postul de cancelar al Universității Washington din St. Louis⁠(d) între 1945 și 1953.
În 1919, Compton a primit unul din primele fellowshipuri ale National Research Council⁠(d), prin care studenții puteau studia în străinătate. El a ales să meargă la Laboratorul Cavendish⁠(d) al Universității Cambridge din Anglia, unde a studiat împrăștierea⁠(d) și absorbția⁠(d) radiațiilor gamma. Alte cercetări în aceste direcții au dus la descoperirea efectului Compton. El a utilizat radiațiile X pentru a investiga feromagnetismul, concluzionând că acesta este rezultatul alinierii spinilor electronilor⁠(d), și a studiat radiațiile cosmice, descoperind că ele sunt alcătuite în principal din particule încărcate pozitiv.
În timpul celui de al Doilea Război Mondial, Compton a fost o figură importantă a Proiectului Manhattan, care a dezvoltat primele arme nucleare. Rapoartele sale au avut mare importanță la lansarea proiectului. În 1942, a devenit șef al Laboratorului Metalurgic, responsabil de producerea reactorilor nucleari care să transforme uraniul în plutoniu, găsind modalități de a separa plutoniul de uraniu și de a proiecta o bombă atomică. Compton a supervizat crearea de către Enrico Fermi a lui Chicago Pile-1⁠(d), primul reactor nuclear, care a intrat în funcțiune la 2 decembrie 1942. Laboratorul Metalurgic a fost responsabil și cu proiectarea și operarea Reactorului X-10 Graphite⁠(d) de la Oak Ridge⁠(d). Producția de plutoniu în reactorii din complexul Hanford⁠(d) a început în 1945.
După război, Compton a devenit cancelar al Universității Washington din St. Louis. În timpul când a deținut această funcție, universitatea a desegregat diviziile de studii de licență, a numit prima femeie-profesor universitar titular, și a înscris un număr-record de studenți după întoarcerea veteranilor de război în Statele Unite.

## Tinerețea

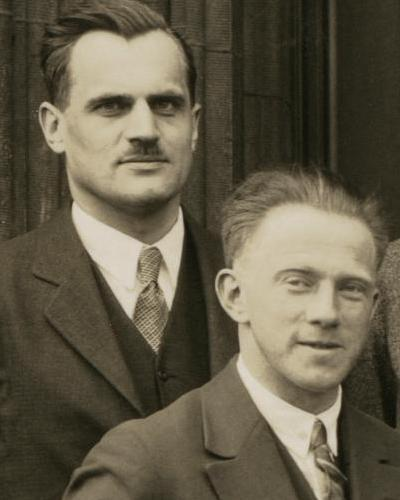
Arthur Compton și Werner Heisenberg în 1929 la Chicago

Arthur Compton s-a născut la 10 septembrie 1892, în Wooster⁠(d), în familia lui Elias și Otelia Catherine (născută Augspurger) Compton, care a fost numită Mama Americană a Anului în 1939.  Familia era una de universitari. Elias era rector al Universității Wooster (ulterior College of Wooster⁠(d)), unde a învățat și Arthur. Fratele cel mai mare al lui Arthur, Karl⁠(d), care și el a studiat la Wooster, și-a luat doctoratul în fizică la Universitatea Princeton în 1912, și a fost președinte la MIT între 1930 și 1948. Al doilea său frate, Wilson⁠(d), a studiat și el la Wooster, și și-a luat doctoratul în economie la Princeton în 1916 și a fost președinte al Colegiului Statului Washington, devenit ulterior Universitatea Statului Washington⁠(d) din 1944 până în 1951. Toi cei trei frați au fost membri ai frăției Alpha Tau Omega⁠(d).
Compton a fost la început interesat de astronomie, și a făcut o fotografie cu cometa Halley în 1910. Pe la 1913, a descris un experiment în care analiza mișcării apei într-un tub circular demonstrează rotația Pământului. În acel an, a absolvit studiile de licență⁠(d) de la Wooster și a intrat la Princeton, unde a primit diploma de master⁠(d) în 1914. Compton a studiat apoi pentru doctoratul în fizică sub supravegherea lui Hereward L. Cooke, scriindu-și disertația despre „intensitatea reflexiei razelor X, și distribuția electronilor în atomi”.
Când Arthur Compton și-a luat doctoratul în 1916, el, Karl și Wilson au devenit primul grup de trei frați care și-au luat doctorate la Princeton. Ulterior, ei aveau să devină primul astfel de trio care conducea simultan trei colegii americane. Sora lor, Mary, s-a căsătorit cu un misionar, C. Herbert Rice, care a devenit principal al Forman Christian College⁠(d) din Lahore. În June 1916, Compton s-a căsătorit cu Betty Charity McCloskey, o colegă de clasă și de promoție de la Wooster. Ei au avut doi fii, Arthur Alan și John Joseph Compton.
Compton a petrecut un an ca instructor de fizică la Universitatea Minnesotei în 1916–17, apoi doi ani ca inginer cercetător la Westinghouse Lamp Company⁠(d) din Pittsburgh, unde a lucrat la dezvoltarea lămpii cu vapori de sodiu⁠(d). În timpul Primului Război Mondial a dezvoltat instrumente de avioane pentru Corpul de Semnale⁠(d).
În 1919, Compton a primit una din primele două fellowshipuri ale National Research Council⁠(d), care permitea studenților să învețe în străinătate. A ales să meargă la Laboratorul Cavendish⁠(d) al Universității Cambridge din Anglia. Lucrând împreună cu George Paget Thomson, fiul lui J. J. Thomson, Compton a studiat împrăștierea⁠(d) și absorbția⁠(d) radiațiilor gamma. El a observat că razele împrăștiate erau mai ușor de absorbit decât raza inițială. Compton a fost foarte impresionat de oamenii de știință de la Cavendish, mai ales de Ernest Rutherford, Charles Galton Darwin⁠(d) și Arthur Eddington, și în cele din urmă i-a dat celui de al doilea său fiu numele lui J. J. Thomson.
După o vreme, Compton a devenit diacon al unei biserici baptiste. „Știința nu are de ce să aibă vreo gâlceavă”, spunea el, „cu o religie care postulează un Dumnezeu căruia oamenii îi sunt copii.”

## Profesor de fizică

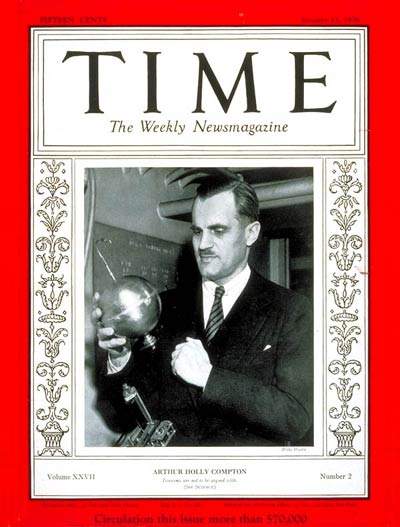
Compton pe coperta revistei Time din 13 ianuarie 1936, ținând în mână detectorul său de radiații cosmice

### Efectul Compton
Întors în Statele Unite, Compton a fost numit profesor de fizică Wayman Crow și șef al catedrei de fizică la Universitatea Washington din St. Louis⁠(d) în 1920. În 1922, a observat cum cuantele de radiații X împrăștiate de electroni liberi au lungimi de undă mai mari și, conform relației lui Planck, energie mai mică decât radiațiile X inițiale, surplusul de energie fiind transferat electronilor. Această descoperire, denumită „efectul Compton” sau „împrăștierea Compton”, demonstra natura de particulă a radiației electromagnetice.
În 1923, Compton a publicat un articol în Physical Review în care explica deplasarea radiației X atribuind fotonilor impuls similar particulelor, ceva ce Einstein sugerase în explicația dată de el în 1905, și pentru care a primit Premiul Nobel, a efectului fotoelectric. Postulați inițial de Max Planck în 1900, fotonii erau conceptualizați ca elemente de lumină „cuantizate”, conținând o anume cantitate de energie care depinde doar de frecvența luminii. În articolul său, Compton a calculat relația matematică între deplasarea lungimii de undă și unghiul de împrăștiere a radiațiilor X presupunând că fiecare foton de radiație X împrăștiat interacționează cu un singur electron. Articolul său se încheia cu o prezentare a experimentelor care au confirmat relația calculată de el:
{\displaystyle \lambda '-\lambda ={\frac {h}{m_{e}c}}(1-\cos {\theta }),}
unde
{\displaystyle \lambda } este lungimea de undă inițială,
{\displaystyle \lambda '} este lungimea de undă după împrăștiere,
{\displaystyle h} este constanta Planck,
{\displaystyle m_{e}} este masa de repaus a electronului⁠(d),
{\displaystyle c} este viteza luminii, și
{\displaystyle \theta } este unghiul de împrăștiere.
Cantitatea h⁄mec este cunoscută sub numele de lungimea de undă Compton⁠(d) a electronului; ea este egală cu 2.43×10−12 m. Diferența de lungime de undă λ′ − λ este undeva între zero (pentru θ = 0°) și dublul lungimii de undă Compton a electronului (pentru θ = 180°). El a constatat că unele radiații X nu suferă nicio modificare a lungimii de undă deși sunt împrăștiate la unghiuri mari; în toate aceste cazuri, fotonul nu a reușit să deplaseze niciun electron. Astfel, magnitudinea deplasării nu este legată de lungimea de undă Compton a electronului, ci de lungimea de undă Compton a întregului atom, care poate fi de peste 10.000 de ori mai mică.
„Când mi-am prezentat rezultatele la o întâlnire a Societății Americane de Fizică în 1923,” își amintea ulterior Compton, „a declanșat cea mai aprinsă controversă pe care am cunoscut-o vreodată.” Natura ondulatorie a luminii fusese bine demonstrată, iar ideea că ea ar putea avea o natură duală nu era ușor de acceptat. Grăitor pentru aceasta este faptul că difracția într-o structură cristalină putea fi explicată doar cu referire la natura ondulatorie a luminii. Compton a primit pentru acest rezultat Premiul Nobel pentru Fizică în 1927. Compton și Alfred W. Simon au dezvoltat metoda de observare simultană a fotonilor de radiații X împrăștiate și a electronilor de recul. În Germania, Walther Bothe și Hans Geiger au dezvoltat independent o metodă similară.

### Radiațiile X

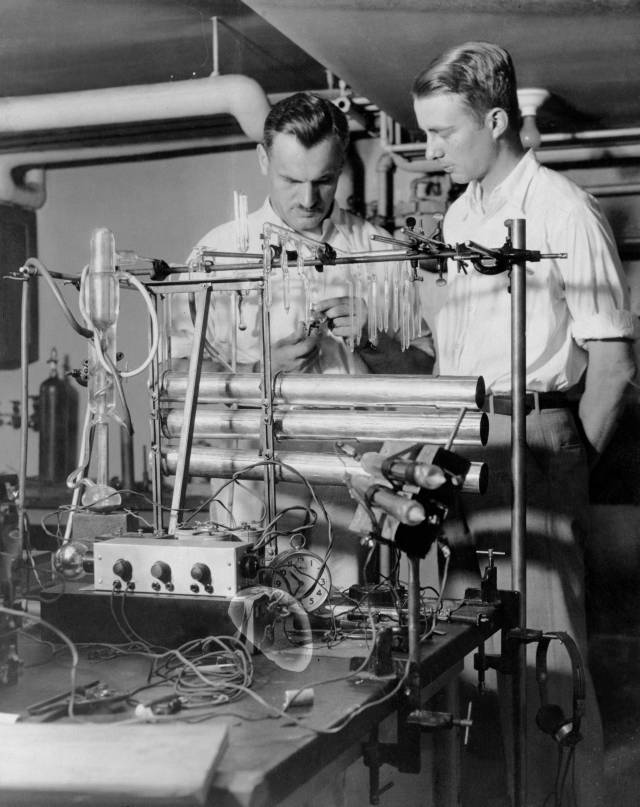
Compton la Universitatead in Chicago în 1933 cu studentul postuniversitar Luis Alvarez lângă telescopul său de radiații cosmice

În 1923, Compton a trecut la Universitatea din Chicago ca profesor de fizică, post pe care avea să-l ocupe următorii 22 de ani. În 1925, el a demonstrat că radiațiile X împrăștiate la 130.000 de volți ale primelor șaisprezece elemente din tabelul periodic (de la hidrogen la sulf) sunt polarizate, rezultat prezis de J. J. Thomson. William Duane⁠(d) de la Universitatea Harvard a promovat o tentativă de a demonstra că interpretarea lui Compton a efectului ce-i poartă numele este greșită. Duane a efectuat o serie de experimente pentru a-l contrazice pe Compton, dar a găsit în schimb dovezi că Compton are dreptate. În 1924, Duane a recunoscut că așa este.
Compton a cercetat efectul radiațiilor X asupra nucleelor de sodiu și clor din sare. El a utilizat radiații X pentru a cerceta feromagnetismul, concluzionând că el este rezultatul alinierii spinurilor electronilor⁠(d). În 1926, a devenit consultant pentru Departamentul de Lămpi de la General Electric. În 1934, s-a întors în Anglia ca profesor vizitator Eastman la Universitatea Oxford. Acolo, General Electric i-a cerut rapoarte despre activitățile din laboratorul de cercetări al General Electric Company plc⁠(d) de la Wembley. Compton era fascinat de posibilitățile de cercetare ale laboratorului pe tema lămpilor fluorescente. Raportul lui a dus la inițierea unui program de cercetare în America, care le-a dezvoltat.
Prima carte a lui Compton, X-Rays and Electrons, a fost publicată în 1926. În ea, el arăta cum se calculează densitățile materialelor difractante după șabloanele de difracție a radiațiilor X.  El și-a revizuit cartea cu ajutorul lui Samuel King Allison⁠(d) producând X-Rays in Theory and Experiment (1935). Această operă a rămas una de referință pentru următoarele trei decenii.

### Radiații cosmice
Pe la începutul anilor 1930, Compton devenise interesat de radiațiile cosmice. La acea dată, existența lor era cunoscută, dar natura și originea lor rămâneau subiect de speculații. Prezența lor putea fi detectată cu o „bombă” sferică conținând aer comprimat sau argon și măsurându-i conductivitatea electrică. Călătoriile în Europa, India, Mexic, Peru și Australia i-au dat lui Compton ocazia să măsoare radiații cosmice la diferite altitudini și latitudini. Împreună cu alte grupuri care au făcut observații pe tot globul, ei au găsit că radiațiile cosmice sunt cu 15 la sută mai intense la poli decât la ecuator. Compton a pus aceasta pe seama faptului că radiațiile cosmice sunt formate în principal din particule încărcate electric, și nu din fotoni, cum sugera Robert Millikan, efectul latitudinii fiind cauzat de câmpul magnetic al Pământului⁠(d).

## Proiectul Manhattan

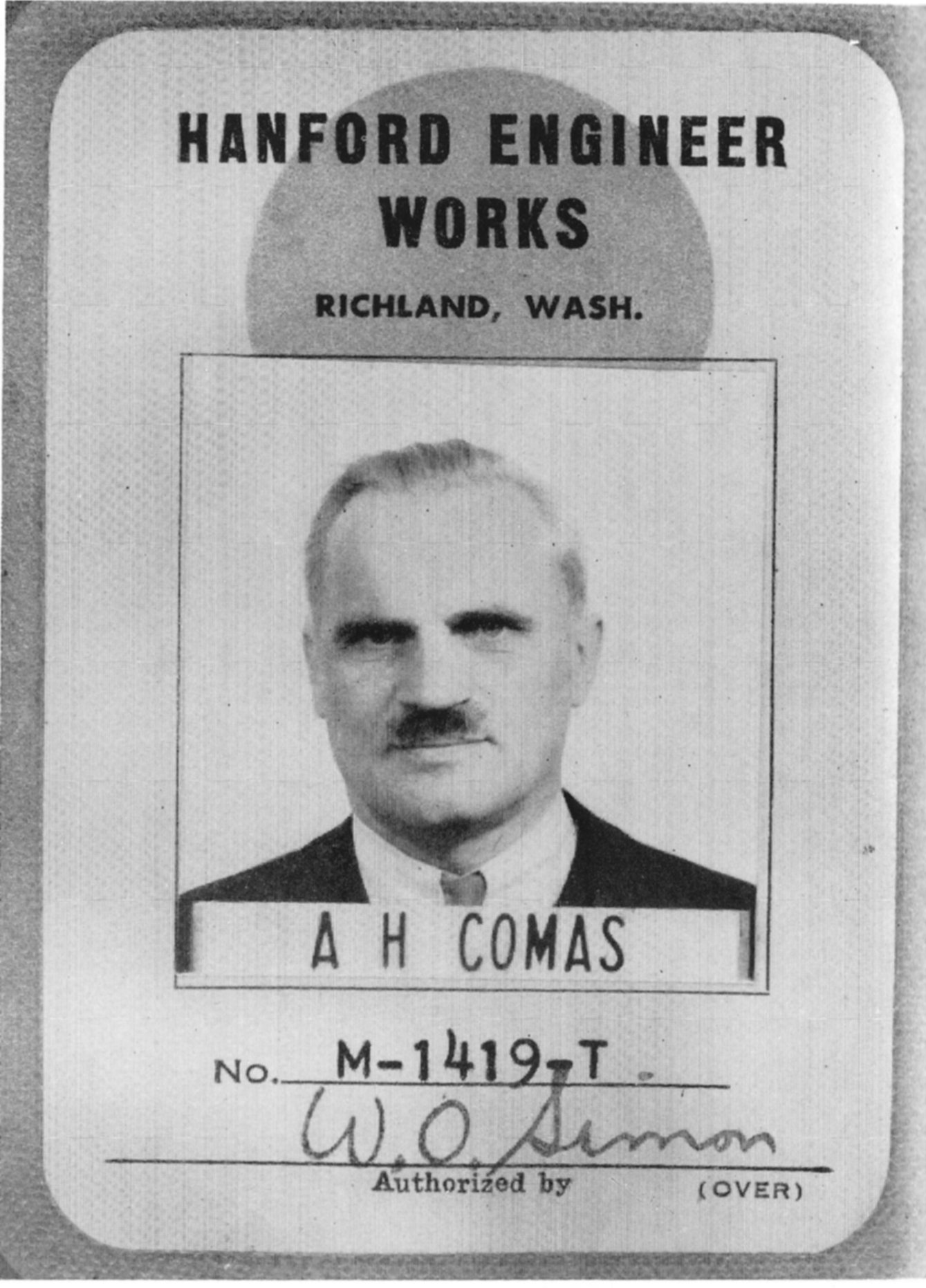
Insigna lui Arthur Compton de la Hanford Site. Din rațiuni de securitate, se folosea un nume fals.

În aprilie 1941, Vannevar Bush, șeful Comisiei Naționale de Cercetări în Apărare⁠(d) (NDRC) din timpul războiului, a înființat o comisie specială condusă de Compton care să raporteze despre programul de uraniu al NDRC. Raportul lui Compton, transmis în mai 1941, anticipa perspectiva dezvoltării de arme radiologice⁠(d), a propulsiei nucleare pentru ambarcațiuni, și armele nucleare pe bază de uraniu-235⁠(d) sau pe bază de plutoniu, element recent descoperit. În octombrie, el a scris un alt raport despre fezabilitatea unei bombe atomice. Pentru acest raport, el a colaborat cu Enrico Fermi la calculul masei critice a uraniului-235, estimând rezervat că ar fi între 20 kg și 2 tone. El a discutat și perspectiva îmbogățirii uraniului împreună cu Harold Urey, a vorbit cu Eugene Wigner despre cum ar putea fi produs plutoniul într-un reactor nuclear, și cu Robert Serber⁠(d) despre cum plutoniul produs într-un reactor ar putea fi separat de uraniu. Raportul său, transmis în noiembrie, afirma că o bombă este realizabilă, deși era mai rezervat în privința puterii sale de distrugere decât era Mark Oliphant⁠(d) și colegii săi britanici.
Forma finală a raportului lui Compton din noiembrie nu menționa nicăieri folosirea plutoniului, dar, după ce a discutat despre ultimele cercetări cu Ernest Lawrence, Compton s-a convins că și bomba cu plutoniu este realizabilă. În decembrie, Compton a fost pus în fruntea proiectului cu plutoniu. El spera să obțină o reacție în lanț controlată până în ianuarie 1943, și să poată produce o bombă până în ianuarie 1945. Pentru a aborda problema, a pus diferite grupuri de cercetare să lucreze la plutoniu și la proiectul reactorului nuclear la Universitatea Columbia,  Universitatea Princeton și Universitatea Californiei din Berkeley au fost concentrate împreună sub titulatura de „Laboratorul Metalurgic din Chicago. Obiectivele acestuia erau de a produce reactori care să convertească uraniul în plutoniu, să găsească modalități de separare chimică a plutoniului de uraniu, și de a proiecta și construi o bombă atomică.
În iunie 1942, United States Army Corps of Engineers⁠(d) a preluat controlul asupra programului de arme nucleare și Laboratorul Metalurgic al lui Compton a devenit o parte a Proiectului Manhattan. În acea lună, Compton i-a dat lui Robert Oppenheimer responsibilitatea proiectării bombei. Lui Compton i-a rămas să decidă care din tipurile diferite de design de reactor puse la punct de oamenii de știință din Laboratorul Metalurgic va fi pus în aplicare, deși încă nu fusese construit niciun reactor funcțional.
Când disputele sindicale au amânat construirea noului sediu al Laboratorului Metalurgic din Red Gate Woods⁠(d), Compton a hotărât să construiască Chicago Pile-1⁠(d), primul reactor nuclear, sub tribunele stadionului Stagg Field⁠(d). Sub îndrumarea lui Fermi, acesta a fost pus în funcțiune la 2 decembrie 1942. Compton a aranjat ca Mallinckrodt Pharmaceuticals⁠(d) să se ocupe de purificarea minereului de uraniu, și ca DuPont să construiască semifabrica de plutoniu de la Oak Ridge⁠(d).
În iulie 1943 a izbucnit o criză majoră pentru programul de plutoniu, când grupul lui Emilio Segrè a confirmat că plutoniul realizat în Reactorul cu Grafit X-10⁠(d) de la Oak Ridge conține niveluri ridicate de plutoniu-240⁠(d). Fisiunea spontană a acestuia excludea utilizarea plutoniului într-o arma nucleară de tip balistic⁠(d). Laboratorul Los Alamos⁠(d) al lui Oppenheimer a înlăturat obstacolul proiectând și construind arma nucleară de tip implozie⁠(d).

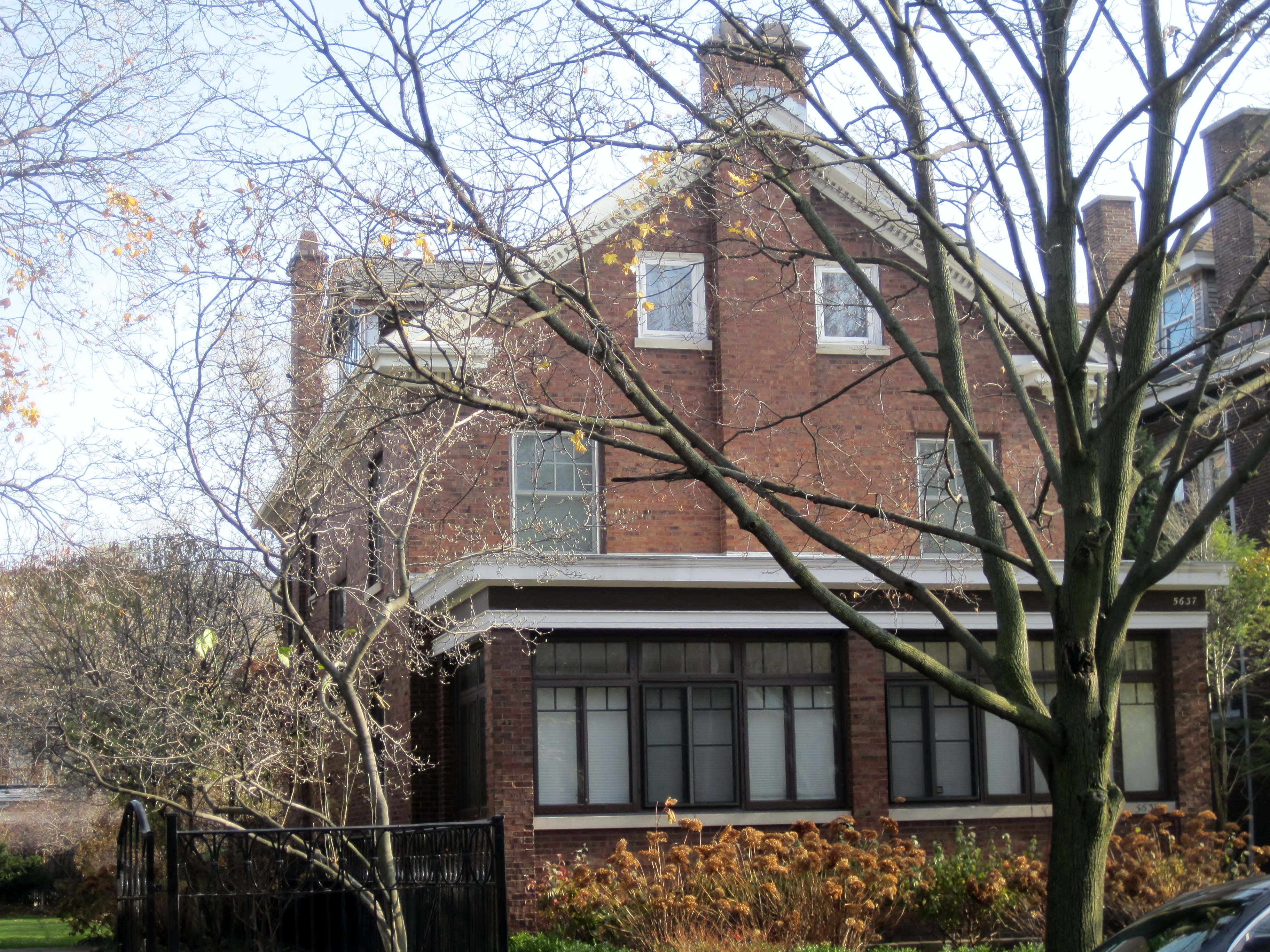
Casa lui Compton din Chicago, astăzi monument istoric

Compton s-a dus la Hanford Site⁠(d) în septembrie 1944 pentru a vedea punerea în funcțiune a primului reactor. Primul lot de proiectile de uraniu a fost introdus în Reactorul B de la Hanford în noiembrie 1944, și livrările de plutoniu către Los Alamos au început în februarie 1945.  Pe tot timpul războiului, Compton avea să rămână un administrator și consilier științific de prim rang. În 1945, împreună cu Lawrence, Oppenheimer și Fermi, a făcut parte din Comisia Științifică care a recomandat utilizarea militară a bombei atomice împotriva Japoniei. A primit Medalia de Merit⁠(d) pentru serviciile aduse Proiectului Manhattan.

## Întoarcerea la Universitatea Washington
După încheierea războiului, Compton a demisionat din postul profesor de fizică cu serviciu distins Charles H. Swift de la Universitatea din Chicago și s-a întors la Universitatea Washington din St. Louis, unde în 1946 a devenit a noua persoană aleasă cancelar al universității. În perioada când Compton a fost cancelar, universitatea și-a desegregat oficial diviziile de studii de licență în 1952, a numit prima femeie profesor universitar și a înscris numere-record de studenți, după ce veteranii de război s-au întors în Statele Unite. Reputația și relațiile lui în cercurile științifice naționale i-au permis să recruteze pentru universitate mulți cercetători de renume național. În ciuda realizărilor sale, Compton a fost criticat și de contemporani și ulterior și de istorici pentru că a avansat prea încet pe calea integrării rasiale⁠(d) depline, Universitatea Washington fiind ultima mare instituție de învățământ superior din St. Louis care și-a deschis porțile pentru afro-americani.
Compton s-a retras din funcția de cancelar în 1954, dar a rămas în corpul didactic pe postul de profesor de filosofie naturală cu serviciu distins până la pensionarea sa în 1961. La pensie, a scris Atomic Quest, o relatare personală a rolului său în cadrul Proiectului Manhattan, publicată în 1956.

## Filosofia
Compton a fost unul dintre puținii oameni de știință și filosofi care a avansat un model al liberului arbitru pe două niveluri. Printre ceilalți, se numărau William James, Henri Poincaré, Karl Popper, Henry Margenau⁠(d), și Daniel Dennett. În 1931, Compton promova ideea libertății umane bazate pe nedeterminare cuantică⁠(d), și a inventat noțiunea de amplificator de evenimente cuantice microscopice pentru a aduce hazardul⁠(d) în lumea macroscopică. În acest mecanism întrucâtva bizar, el și-a imaginat batoane de dinamită atașate de amplificatorul său, anticipând paradoxul pisicii lui Schrödinger, care avea să fie publicat în 1935.

Ca reacție față de critica conform căreia ideile sale făceau din hazard cauza directă a acțiunilor oamenilor, Compton a clarificat natura pe două niveluri a ideii sale într-un articol publicat în Atlantic Monthly în 1955. Mai întâi există o gamă de evenimente aleatoare posibile, apoi se adaugă un factor determinant prin actul alegerii.
„Un set de condiții fizice cunoscute nu este adecvat a specifica exact care va fi evenimentul ce li se va succeda. Aceste condiții, în măsura în care pot fi cunoscute, definesc în schimb o gama de evenimente posibile dintre care va avea loc un anume eveniment. Când cineva își exercită libertatea, prin actul alegerii el însuși adaugă un factor nefurnizat de condițiile fizice și astfel el determină ce anume se va întâmpla. Că face acest lucru este cunoscut doar persoanei însăși. Din exterior, se poate vedea în acest act numai legea fizică funcționând. Cunoașterea interioară că el face de fapt ceea ce intenționează să facă este ceea ce îi spune actorului însuși că este liber.”

## Moartea și posteritatea

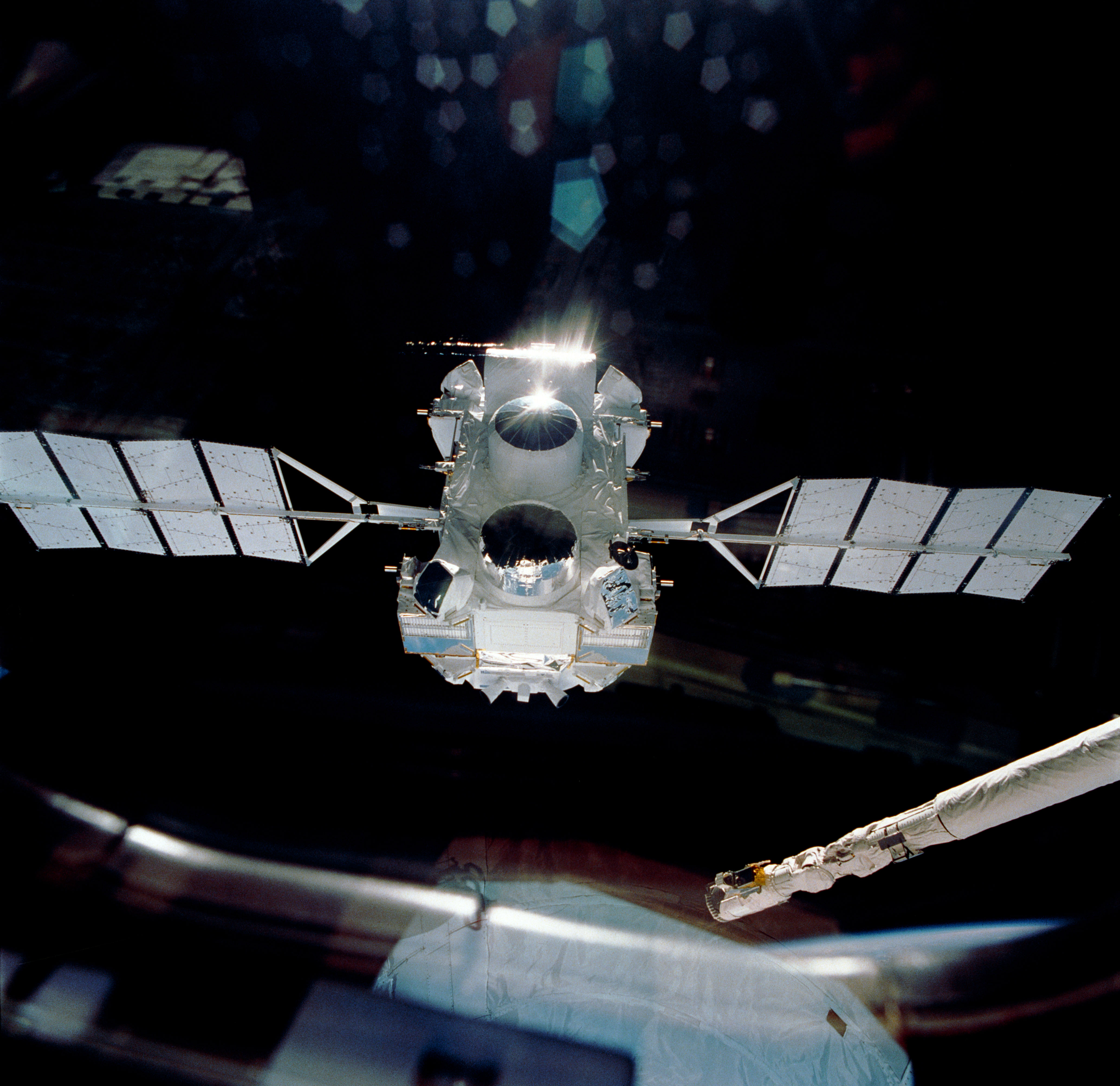
Observatorul de Radiații Gamma Compton lansat pe orbita Pământului în 1991

Compton a murit la Berkeley, California, de hemoragie cerebrală la 15 martie 1962. A lăsat în urmă pe soția și pe fiii săi, și a fost înmormântat în Cimitirul Wooster din Wooster, Ohio. Înainte de moarte, era Professor-at-Large la Universitatea Californiei din Berkeley pe timpul semestrului de primăvară din 1962.
Compton a primit multe premii de-a lungul vieții, între care Premiul Nobel pentru Fizică în 1927, Medalia de Aur Matteucci în 1933, Medalia Hughes⁠(d) de la Royal Society și medalia Benjamin Franklin⁠(d) de la Institutul Franklin⁠(d) în 1940. Este comemorat în mai multe feluri. Craterul Compton⁠(d) de pe Lună este numit după Arthur Compton și după fratele său, Karl. Clădirea institutului de cercetări în fizică de la Universitatea Washington din St Louis este și ea numită în cinstea lui.  Compton a inventat o versiune mai domoală, mai alungită și mai înclinată a limitatorului de viteză denumit „Holly hump” („cocoașa Holly”) dintre care sunt montate multe pe drumurile din campusul Universității Washington. Căminele Universității din Chicago au dedicat memoriei sale casa Arthur H. Compton⁠(d) de la Chicago. Ea este acum înregistrată ca monument istoric național⁠(d). Compton are și o stea pe St. Louis Walk of Fame. Observatorul de Radiații Gamma Compton al NASA a fost și el botezat în cinstea lui Compton. Efectul Compton joacă un rol central în instrumentele de detecție de radiații gamma de la bordul observatorului.

## Lucrări scrise
- Compton, Arthur (1926). X-Rays and Electrons: An Outline of Recent X-Ray Theory. New York: D. Van Nostrand Company, Inc. OCLC 1871779.
- Compton, Arthur; cu Allison, S. K. (1935). X-Rays in Theory and Experiment. New York: D. Van Nostrand Company, Inc. OCLC 853654.
- Compton, Arthur (1935). The Freedom of Man. New Haven: Yale University Press. OCLC 5723621.
- Compton, Arthur (1940). The Human Meaning of Science. Chapel Hill: University of North Carolina Press. OCLC 311688.
- Compton, Arthur (1949). Man's Destiny in Eternity. Boston: Beacon Press. OCLC 4739240.
- Compton, Arthur (1956). Atomic Quest. New York: Oxford University Press. OCLC 173307.
- Compton, Arthur (1967).  Johnston, Marjorie, ed. The Cosmos of Arthur Holly Compton. New York: Alfred A. Knopf. OCLC 953130.
- Compton, Arthur (1973).  Shankland, Robert S., ed. Scientific Papers of Arthur Holly Compton. Chicago: University of Chicago Press. ISBN 978-0-226-11430-9. OCLC 962635.